# Declameren
Declameren is het met gevoel voorlezen en vaak uit het hoofd opzeggen van gedichten.
Bij het declameren probeert de spreker (ook wel voordrachtskunstenaar genoemd) door bepaalde intonaties de bedoeling van het gedicht weer te geven. Vaak wordt ook het metrum (de heffingen en dalingen) met enige nadruk uitgesproken.
Juist hoogdravende, gezwollen poëzie leent zich goed om te declameren. Het wordt tegenwoordig dan ook als enigszins overdreven ervaren.